# Itaquascon cambewarrense
Espèce
Itaquascon cambewarrense est une espèce de tardigrades de la famille des Hypsibiidae.

## Distribution
Cette espèce est endémique d'Australie.

## Étymologie
Son nom d'espèce, composé de cambewarr[a] et du suffixe latin -ense, « qui vit dans, qui habite », lui a été donné en référence au lieu de sa découverte, Cambewarra.

## Publication originale
- Pilato, Binda & Claxton, 2002 : Itaquascon unguiculum and Itaquascon cambewarrense: two new species of eutardigrades from Australia. New Zealand Journal of Zoology, vol. 29, no 2, p. 87-93.